# دره آرپا
دره آرپا (به انگلیسی: Arpa Valley) - (قرقیزی: Арпа өрөөнү) دره با ارتفاع زیاد است که در داخل قسمت جنوب غربی تین شان واقع شده‌است. این دره از جنوب غربی به محدوده فرگانا از شرق، محدوده تورگارت، محدوده اتباشی از شمال، به اورتوک تاو و دجامان تو محدود شده‌است. 
 از فراز گذرگاه سور-تاس، در دامنه فرقانا، جالب‌ترین منظره در جهت شرق از فلات جهان وجود دارد. در پایین دست آرپا، «پامیر»، دره‌ای وسیع و بدون علفزار قرار دارد که رودخانه آرپا در مرکز آن جریان دارد. محدوده دامان داوان، که با فلات آرپا در شمال شرقی کشور مجاور است، از شمال به محدوده فرقانا می‌پیوندد و به پایان می‌رسد، بنابراین فلات را محصور می‌کند. رود آرپا از این محدوده با یک دره عمیق عبور می‌کند، که مسیر آن هنوز بر روی نقشه، توسط یک خط تخیلی قرار دارد.